# لوثير سينغ
لوثير سينغ (بالإنجليزية: Luther Singh)‏ (5 أغسطس 1997 بسويتو في جنوب أفريقيا - ) هو لاعب كرة قدم جنوب أفريقي في مركز مهاجم ‏. لعب مع سبورتينغ براغا.

## روابط خارجية
- لوثير سينغ على موقع الاتحاد الأوربي (الإنجليزية)
- لوثير سينغ على موقع إي إس بي إن إف سي (الإنجليزية)
- لوثير سينغ على موقع قاعدة بيانات كرة القدم.إي يو (الإنجليزية)
- لوثير سينغ على موقع ناشيونال فوتبول تيمز (الإنجليزية)
- لوثير سينغ على موقع Soccerbase.com (لاعب) (الإنجليزية)
- لوثير سينغ على موقع Soccerway.com (الإنجليزية)
- لوثير سينغ على موقع عالم كرة القدم.نت (الإنجليزية)
- لوثير سينغ على موقع أوليمبيديا (الإنجليزية)